# 케이프토끼
케이프토끼 또는 케이프멧토끼(Lepus capensis)는 토끼과에 속하는 포유류의 일종이다. 아프리카 전역에 서식하는 멧토끼로 유럽과 중동 그리고 아시아의 여러 지역에 흩어져 서식한다. 케이프멧토끼는 야행성, 초식성 동물이다.

## 하위 분류
아프리카에 12종의 아종이 존재한다.
| - L. c. capensis - L. c. aquilo - L. c. carpi - L. c. granti - L. c. aegyptius - L. c. hawkeri | - L. c. isabellinus - L. c. sinaiticus - L. c. arabicus - L. c. atlanticus - L. c. whitakeri - L. c. schlumbergi |

## 사진

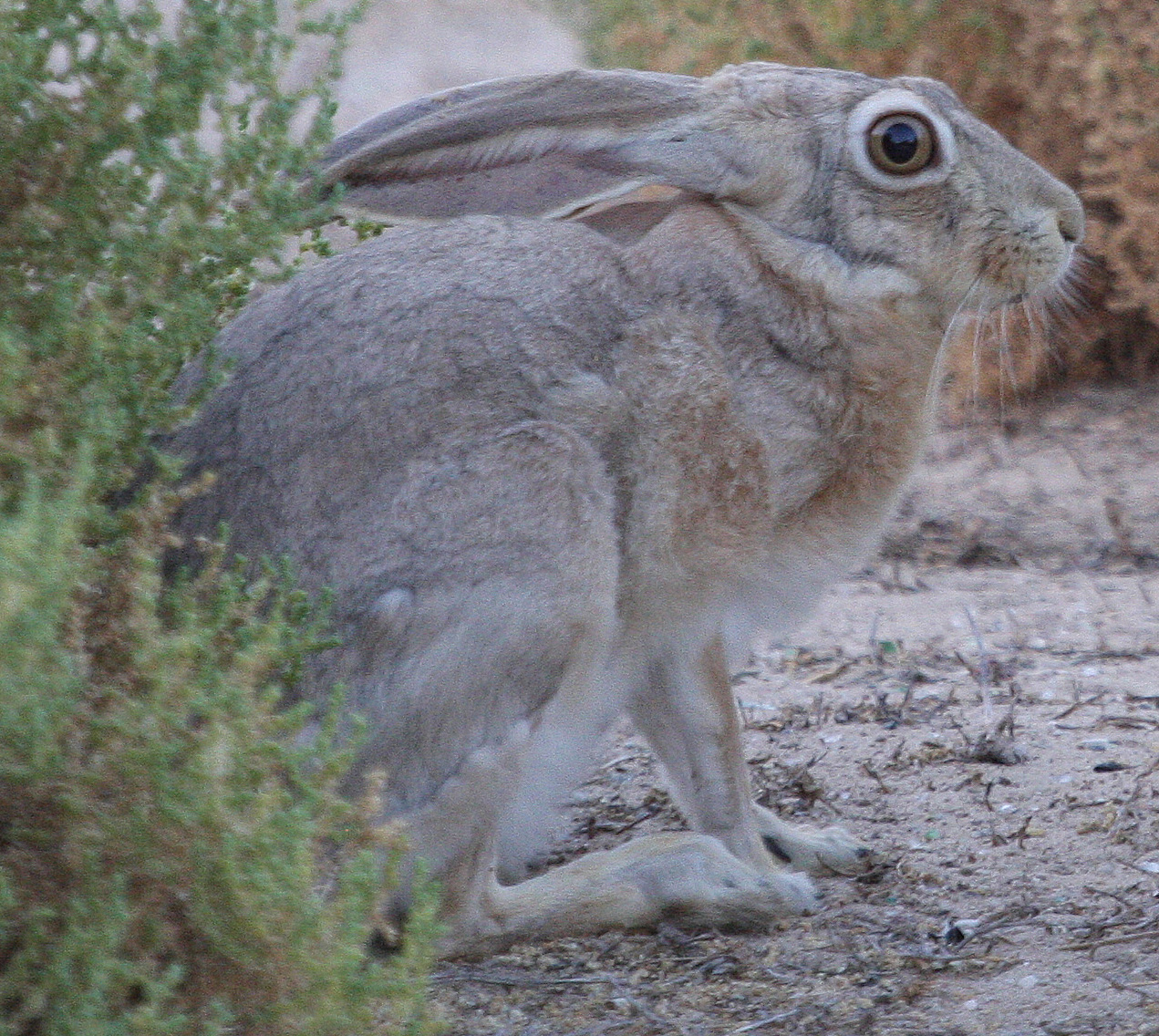
아랍에미리트 아부다비의 케이프멧토끼(Lepus capensis arabicus)